# Nagyszékely
Nagyszékely là một thị trấn thuộc hạt Tolna, Hungary. Thị trấn này có diện tích 36,7 km², dân số năm 2010 là 430 người, mật độ 12 người/km².